# Haltérophilie aux Jeux olympiques d'été de 2016 - Plus de 75 kg femmes
Navigation
Londres 2012 Tokyo 2020
L'épreuve des plus de 75 kg en haltérophilie des Jeux olympiques d'été de 2016 a lieu le 14 août 2016 au Riocentro de Rio de Janeiro.

## Programme
Heure de Rio (UTC−03:00)
| Date         | Horaire | Épreuve  |
| ------------ | ------- | -------- |
| 14 août 2016 | 15 h 30 | Groupe B |
| 14 août 2016 | 19 h 00 | Groupe A |

## Médaillées
| Or          | Argent        | Bronze       |
| Meng Suping | Kim Kuk-hyang | Sarah Robles |

## Records
Avant la compétition, les records du monde et olympiques sont les suivants.
| Record du monde  | Arraché     | Tatiana Kashirina (RUS) | 155 kg | Almaty, Kazakhstan   | 16 novembre 2014 |
| Record du monde  | Épaulé-jeté | Tatiana Kashirina (RUS) | 193 kg | Almaty, Kazakhstan   | 16 novembre 2014 |
| Record du monde  | Total       | Tatiana Kashirina (RUS) | 348 kg | Almaty, Kazakhstan   | 16 novembre 2014 |
| Record olympique | Arraché     | Tatiana Kashirina (RUS) | 151 kg | Londres, Royaume-Uni | 5 août 2012      |
| Record olympique | Épaulé-jeté | Zhou Lulu (CHN)         | 187 kg | Londres, Royaume-Uni | 5 août 2012      |
| Record olympique | Total       | Zhou Lulu (CHN)         | 333 kg | Londres, Royaume-Uni | 5 août 2012      |

## Résultats
| Rang                                | Athlète                     | Nation           | Groupe | Poids de l’athlète | Arraché (kg) | Arraché (kg) | Arraché (kg) | Arraché (kg) | Épaulé-jeté (kg) | Épaulé-jeté (kg) | Épaulé-jeté (kg) | Épaulé-jeté (kg) | Total |
| Rang                                | Athlète                     | Nation           | Groupe | Poids de l’athlète | 1            | 2            | 3            | Résultat     | 1                | 2                | 3                | Résultat         | Total |
| ----------------------------------- | --------------------------- | ---------------- | ------ | ------------------ | ------------ | ------------ | ------------ | ------------ | ---------------- | ---------------- | ---------------- | ---------------- | ----- |
| Médaille d'or, Jeux olympiques      | Meng Suping                 | Chine            | A      | 120.27             | 125          | 125          | 130          | 130          | 175              | 175              | 177              | 177              | 307   |
| Médaille d'argent, Jeux olympiques  | Kim Kuk-hyang               | Corée du Nord    | A      | 100.43             | 123          | 127          | 131          | 131          | 162              | 170              | 175              | 175              | 306   |
| Médaille de bronze, Jeux olympiques | Sarah Robles                | États-Unis       | A      | 143.30             | 118          | 122          | 126          | 126          | 151              | 155              | 160              | 160              | 286   |
| 4                                   | Shaimaa Khalaf (en)         | Égypte           | A      | 123.75             | 117          | 121          | 121          | 117          | 155              | 161              | 169              | 161              | 278   |
| 5                                   | Lee Hui-sol                 | Corée du Sud     | A      | 119.49             | 119          | 122          | 126          | 122          | 153              | 159              | 159              | 153              | 275   |
| 6                                   | Son Young-hee               | Corée du Sud     | A      | 109.58             | 115          | 118          | 121          | 118          | 155              | 162              | 166              | 155              | 273   |
| 7                                   | Yaniuska Espinosa (en)      | Venezuela        | B      | 114.08             | 115          | 119          | 121          | 121          | 145              | 149              | 152              | 152              | 273   |
| 8                                   | Andreea Aanei               | Roumanie         | A      | 120.01             | 119          | 119          | 120          | 120          | 145              | 154              | 154              | 145              | 265   |
| 9                                   | Mariam Usman                | Nigeria          | A      | 122.39             | 115          | 120          | 120          | 115          | 145              | 150              | 152              | 150              | 265   |
| 10                                  | Anastasiya Lysenko (en)     | Ukraine          | B      | 100.97             | 117          | 117          | 117          | 117          | 146              | 146              | 156              | 146              | 263   |
| 11                                  | Yosra Dhieb                 | Tunisie          | B      | 120.06             | 106          | 106          | 111          | 111          | 133              | 138              | 141              | 138              | 249   |
| 12                                  | Anastasiia Hotfrid          | Géorgie          | B      | 86.98              | 110          | 113          | 115          | 113          | 130              | 135              | 135              | 135              | 248   |
| 13                                  | Tracey Lambrechs (en)       | Nouvelle-Zélande | B      | 106.54             | 98           | 98           | 101          | 98           | 133              | 133              | 139              | 133              | 231   |
| 14                                  | Luisa Peters (en)           | Îles Cook        | B      | 100.27             | 95           | 100          | 100          | 100          | 119              | 124              | 126              | 124              | 224   |
| 15                                  | Bouchra Fatima Zohra Hirech | Algérie          | B      | 80.35              | 83           | 87           | 90           | 87           | 105              | 108              | 108              | 105              | 192   |
| –                                   | Naryury Pérez (en)          | Venezuela        | B      | 99.91              | 110          | 115          | 117          | 117          | 145              | 145              | 145              | –                | –     |